# Hugo Riemann
Karl Wilhelm Julius Hugo Riemann (18. července 1849, Obermehler – 10. července 1919, Lipsko) byl německý hudební teoretik, historik, pedagog, lexikograf a skladatel. Jeho zřejmě nejznámější dílo, Riemann Musiklexikon (Riemannův hudební slovník), je dodnes uznávanou standardní prací hudební teorie a hudebních dějin.

## Život
Riemann získal teoretické vzdělání u Frankenbergeru, studoval klavírní hru u Barthela a Ratzenbergera, studoval právo a konečně také filosofii a historii v Berlíně a Tübingenu. Poté, co prošel boji prusko-francouzské války, rozhodl se zasvětit svůj život hudbě. Studoval na konzervatoři v Lipsku. Poté odešel na několik let do Bielefeldu jako učitel a dirigent, ale v roce 1878 se vrátil na universitu do Lipska jako Privatdozent.
Jelikož se Riemannovi vytoužený vstup na konzervatoř nezdařil, odešel v roce 1880 do Brombergu a v letech 1881–90 vyučoval hře na klavír a teorii na hamburské konzervatoři. Po krátké době na sondershausenské konzervatoři získal místo na konzervatoři ve Wiesbadenu (1890–1895), ale nakonec se roku 1895 vrátil zpět na lipskou univerzitu jako vyučující. V roce 1901 byl jmenován profesorem.

## Dílo
Vedle své práce učitele, lektora a skladatele výukových skladeb, si Riemann získal světové uznání také za hudební literaturu. Mezi nejznámější práce patří jeho Musik-Lexikon (1882; 5. vyd. 1899), kompletní slovník hudby a hudebníků, Handbuch der Harmonielehre, práce o studiu hudební harmonie a Lehrbuch des Contrapunkts, podobná práce o kontrapunktu. Jeden z jeho vynálezů, tzv. Tonnetz (Tónová síť), je předchůdcem moderní představy tónového systému, a stal se zároveň základním analytickým nástrojem současné neo-Riemannovské teorie.